# Meisterschaft von Zürich 1969
Il Meisterschaft von Zürich 1969, cinquantaseiesima edizione della corsa, si svolse il 4 maggio 1969 su un percorso di 261 km. Venne vinto dal belga Roger Swerts, che terminò in 6h49'35".

## Ordine d'arrivo (Top 10)
| Pos. | Corridore            | Squadra      | Tempo    |
| ---- | -------------------- | ------------ | -------- |
| 1    | Roger Swerts         | Faema        | 6h49'35" |
| 2    | Eddy Beugels         | Mercier-BP   | s.t.     |
| 3    | Roger De Vlaeminck   | Flandria     | a 30"    |
| 4    | Eddy Merckx          | Faema        | a 53"    |
| 5    | Gianni Motta         | Sanson       | s.t.     |
| 6    | Gerard Vianen        | Caballero    | s.t.     |
| 7    | Peter Post           | Willem II    | a 1'05"  |
| 8    | Guido Reybrouck      | Faema        | a 1'18"  |
| 9    | Wim Schepers         | Caballero    | s.t.     |
| 10   | Daniel Van Ryckeghem | Mann-Grundig | s.t.     |